# 黑滕豪森
黑滕豪森是德国莱茵兰-普法尔茨州的一个市镇。总面积4.40平方公里，总人口246人，其中男性124人，女性122人（2011年12月31日），人口密度56人/平方公里。